# Осіняк-Пйотрово
Осіняк-Пйотрово (пол. Osiniak-Piotrowo, нім. Fedorwalde-Peterhain) — село в Польщі, у гміні Руцяне-Нида Піського повіту Вармінсько-Мазурського воєводства.
Населення — 196 осіб (2011).
У 1975-1998 роках село належало до Сувальського воєводства.

## Демографія
Демографічна структура станом на 31 березня 2011 року:
|          | Загалом | Допрацездатний вік | Працездатний вік | Постпрацездатний вік |
| -------- | ------- | ------------------ | ---------------- | -------------------- |
| Чоловіки | 103     | 27                 | 71               | 5                    |
| Жінки    | 93      | 28                 | 47               | 18                   |
| Разом    | 196     | 55                 | 118              | 23                   |